# 藤中章三
藤中 章三（ふじなか しょうぞう、1943年3月11日 - ）は山口県玖珂郡由宇町（現在は岩国市の一部）出身の経済人。保険会社や共済組合の数理コンサルティング会社である日本経営数理コンサルティングの創業者・会長。柳井高校を経て東京大学理学部卒業。

## 経歴
- 1967年に第一生命保険に入社し、数理部・経営調査部[1]に在職したのち、経営破たんした日産生命の再建会社あおば生命の保険計理人・CFO・部長に2000年に就任した。どちらの会社でも、大蔵省・金融庁との折衝が多く、第一生命では、経済企画庁への出向を経験している。
- 2004年に日本経営数理コンサルティング株式会社を設立して社長となり、数理コンサルティングでは国内系の有力会社となっている。この数理コンサルティングの業界は長らく、タワーズワトソンやミリマンなどのアメリカ系国際企業に市場をほぼ独占されていたが、日本経営数理コンサルティングが市場の一角を占めるようになった[2]。この背景には、2006年に認められた少額短期保険や2011年に認められた公益法人共済の認可特定保険が市場に加わったことが主因であるが、数理専門家（アクチュアリー）の国内系受け皿会社を設立したことも大きい要因である[3]。会社設立当初は少額短期保険設立のコンサルティング需要を当面の課題としていて[4]、見込みどおり実績がでてきたのが会社にとって幸運であったが[5]、その後、巨大生保・中堅生保の業務も業務範囲に含まれるようになってきている。
- 2010年には親会社の日本リスクヘッジが設立されて会長となっており、複合企業集団へも発展する体制となっている。これに応じて経営視野をひろげるため、2012年にコロンビア大学で地球環境の自然科学的および政治経済的リスクについて学識を深めた。2015年からグループ会社が、保険や政治経済に関する日産データバンクを創業している。
- 著書[6]のなかで現実的な国家政策の提案をしており、社会保障や政治経済に関して歴史観のあるビジョンをもっている経済人でもある[7]。現実的な政策とは、公的年金の保険料率を世代で損得のないように固定して、積立不足を長い年月かけて消費税で積み立てる、といったものである。父は米卸会社の社長であった[8]。

## 著書
- 『日本崩壊―回避のシナリオ』 (あじさい新書 蒼海出版 2008年） ISBN 4-8814-3048-3